# Aéroport international d'Abakan
L'Aéroport International d'Abakan (en Russe: Международный Аэропорт Абакан) (code IATA : ABA • code OACI : UNAA) est un aéroport desservant la ville d'Abakan, capitale de la République de Khakassie, en Russie.
En 2019, 209 772 passagers ont transité par cet aéroport.

## Situation

### Carte des aéroports russes
| \| 50 km1:1 791 000 \| Koursk Abakan Anapa Pskov Arkhangelsk Astrakhan Barnaoul Belgorod Blagoveshchensk Bratsk Grozny Guelendjik Iakoutsk Iékaterinbourg Ijevsk Ioujno-Sakhalinsk Irkoutsk Kaliningrad Kazan Kemerovo Khabarovsk Khanty-Mansiïsk Krasnodar Krasnoïarsk Magadan Magnitogorsk Makhachkala Mineralnye Vody Mirny Moscou · SVO Moscou · DME Moscou-VKO Mourmansk Narian-Mar Nijnekamsk Nijnevartovsk Nijni Novgorod Noïabrsk Alykel Novokouznetsk Novossibirsk Novy Ourengoï Omsk Orenbourg Oufa Oulan-Oude Oulianovsk Perm Petropavlovsk-Kamtchatski Rostov · sur-le-Don Sabetta Saint-Pétersbourg Salekhard Samara Saratov Simferopol Sotchi Sourgout Stavropol Kyzyl Syktyvkar Tcheliabinsk Tchita Tioumen Tomsk Vladivostok Volgograd Voronej |
| 50 km1:1 791 000 |

## Compagnies et destinations
| Compagnies     | Destinations                                            |
| -------------- | ------------------------------------------------------- |
| Aeroflot       | Moscou Chérémétiévo                                     |
| Air Kyrgyzstan | Och                                                     |
| Ayana          | Kyzyl, Novossibirsk-Tolmatchevo                         |
| KrasAvia       | Aérodrome Tcheremchanka de Krasnoïarsk, Tomsk-Bogachevo |
| NordStar       | Norilsk-Alykel                                          |
| S7 Airlines    | Moscou-Domodédovo, Novossibirsk-Tolmatchevo             |

Édité le 07/02/2018

### Cargo
| Compagnies              | Destinations                                           |
| ----------------------- | ------------------------------------------------------ |
| Airstars                | Tcheliabinsk, Jinan, Shijiazhuang, Tianjin, Oulianovsk |
| Grizodubova Air Company | Tcheliabinsk, Tianjin                                  |
| Volga-Dnepr             | Canton, Moscou-Domodedovo, Shanghai-Pudong, Tianjin    |

## Statistiques
Pour des raisons techniques, il est temporairement impossible d'afficher le graphique qui aurait dû être présenté ici.

Voir la requête brute et les sources sur Wikidata.